# Село Табановићи, борци пали у ратовима од 1912. до 1918. године
Списак бораца из села Табановићи, Општина Пожега, погинулих и умрлих у Балканским и Првом светском рату преузет је из књиге „Пожега и околина”, објављене 1978. године.
Подаци за подручје Пожеге прикупљани су у периоду 1976–1977. године преко матичних књига умрлих, спомен-плоча, крајпуташа, као и разговора са преживелим борцима и појединим грађанима који су по сећању могли да дају податке, уз напомену да спискови могуће да нису потпуни, због временске дистанце и недостатка поузданих извора.

## Списак
1. Андрић Михаило
2. Андрић Рајко
3. Вучићевић Веселин
4. Јовановић Милија
5. Милошевић Рајко
6. Милошевић Ђуро
7. Миросавић Радомир
8. Миросавић Витор
9. Миросавић Теофило
10. Павловић Тијосав
11. Павловић Велимир
12. Павловић Милојко
13. Павловић Божо
14. Павловић Радојле
15. Павловић Стаменко
16. Павловић Адам
17. Павловић Јевто
18. Петровић Жарко
19. Ружичић Предислав[1]